# Дом на Почтовом проспекте, 36
Жилой дом № 36 на Почтовом проспекте — памятник архитектуры местного значения в Центрально-Городском районе города Кривой Рог.

## История
В 1930 году общество «Красный строитель» приступило к строительству 4-этажного жилого здания стоимостью 155 тысяч рублей. Разработка проекта харьковского «Гипроград».
В 1932 году строительство завершено.
В 1932—1940 годах в доме проживали сотрудники городского отделения НКВД.
В 1980-х годах на первом этаже постройки действовал продовольственный магазин № 4.
12 апреля 1996 года, согласно распоряжению № 158-р главы Днепропетровской государственной администрации, дом внесён в реестр памятников архитектуры местного значения города Кривой Рог с охранным номером 139.

## Характеристика
Единственный жилой дом в стиле «конструктивизм» на Почтовом проспекте. Имеет 4 этажа, 4 подъезда, 31 квартиру. Кирпичное оштукатуренное сооружение с объёмно-пространственной композицией. У четвертого подъезда сделан сквозной проезд в виде прямоугольной арки.
Особенность постройки состоит в четырёх проходных подъездах, что даёт возможность жителям выйти как во внутренний двор, так и на центральный проспект.